# Syrrhopodon microblepharis
Syrrhopodon microblepharis là một loài rêu trong họ Calymperaceae. Loài này được P. de la Varde mô tả khoa học đầu tiên năm 1935.